# Athelges aegypticus
Athelges aegypticus är en kräftdjursart som beskrevs av Codreanu, Codreanu och Pike 1965. Athelges aegypticus ingår i släktet Athelges och familjen Bopyridae. Inga underarter finns listade i Catalogue of Life.